# کارلی لوید (بازیکن والیبال)
کارلی لوید (انگلیسی: Carli Lloyd؛ زادهٔ ۶ اوت ۱۹۸۹) بازیکن والیبال اهل ایالات متحده آمریکا است.